# Мореснет в Первой мировой войне
- Нидерланды (1)
- Бельгия (2)
- Нейтральный Мореснет (3)
- Пруссия (4)

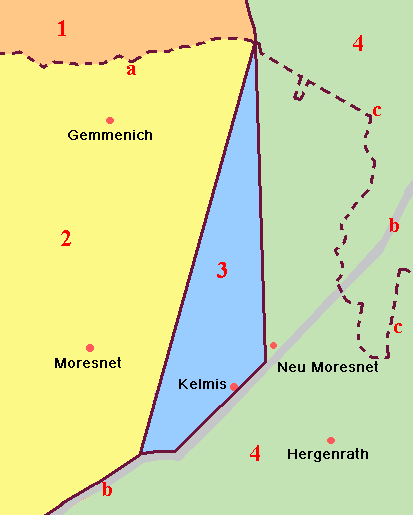

Мореснет являлся нейтральной зоной, которую оккупировала Германская империя в 1914 году.

## Предыстория
Статус данной территории является предметом споров, в разных источниках он назывался государством, анархией, кондоминиумом, нейтральной или смешанной территорией.
С 1900 года Германия заняла более агрессивную позицию по отношению к данному политическому образованию и была обвинена Бельгией в саботаже и препятствовании административным процессам в анклаве с целью присоединении территории. 3 августа 1914 года Германия объявила войну Франции, и немецкие войска вторглись в Бельгию в соответствии с планом Шлиффена.

## Оккупация

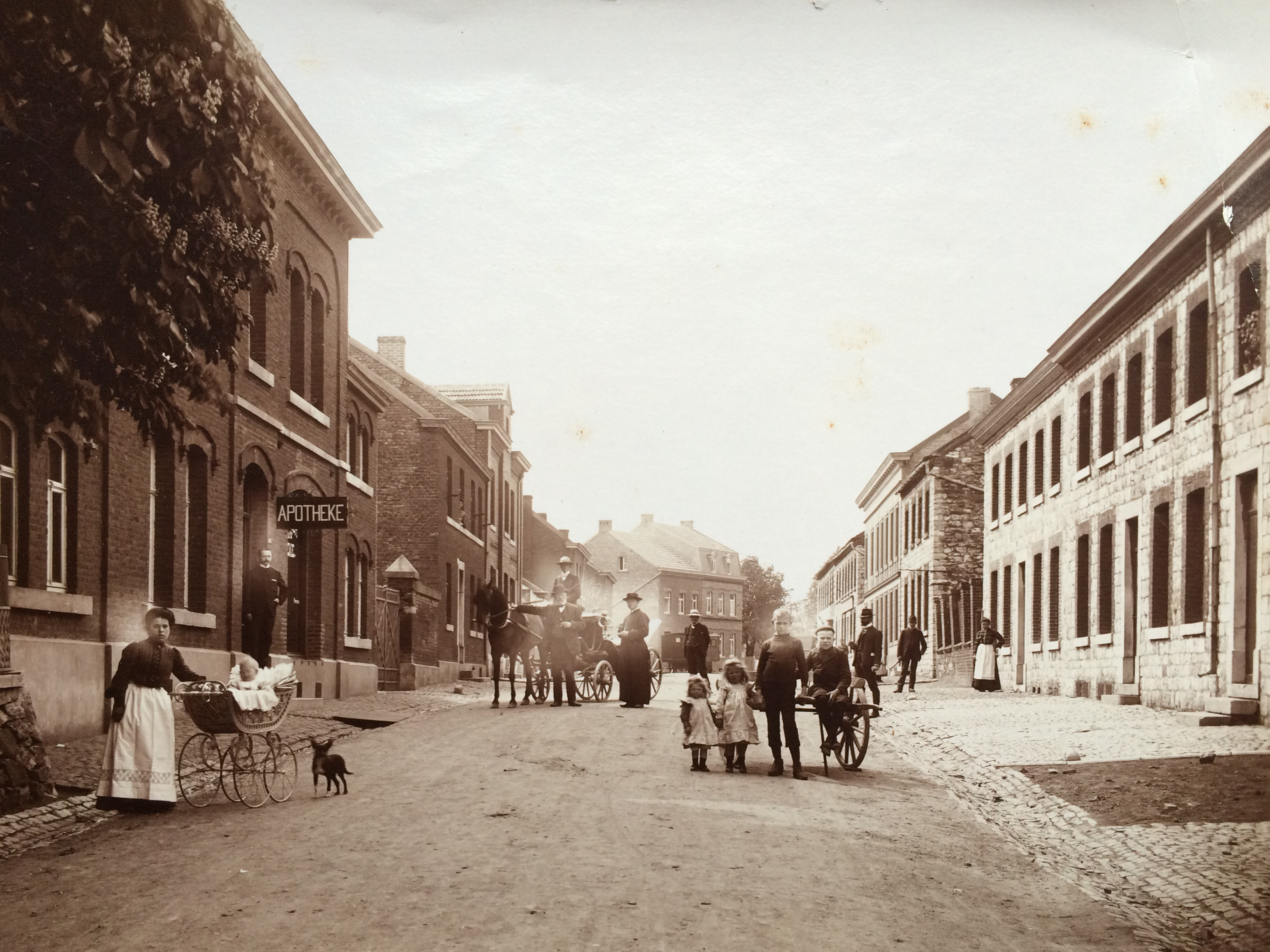
Нейтральный Мореснет в начале 20 века

Германия захватила эту территорию в первые же дни войны: шестая немецкая армия заняла Мореснет в течение получаса, 4 августа 1914 года. Вскоре шестая армия отправилась в Бельгию, после чего их сменила рота ландштурма. Через несколько дней Германия назначила нового констебля, солдата, патрулирующего окрестности Кельмиса. Нарушители правопорядка были отправлены в камеру в Ахене. Жители не оказывали никакого сопротивления захватчикам, у них также не было своей армии.
Сообщается, что немцы казнили нескольких протестующих, выступающих за независимость Мореснета. Нарушение нейтралитета Мореснета было одним из первых нарушений международных договорённостей Германии. Германия назначила прогерманского Вильгельма Килля на должность мэра Мореснета 29 марта 1915 года взамен Хуберта Шметца.
27 июня 1915 года Нейтральный Мореснет был аннексирован Германской империей, войдя в состав королевства Пруссия, как часть Рейнской области, но аннексия так и не получила международного признания. В этом году также были застрелены двое жителей, которые открыли огонь по немецкой армии. Многие законы ограничили право собственности и свободу торговли.
Германия потерпела поражение в Первой мировой войне и Компьенское перемирие в ноябре 1918 года вынудило немецкие войска покинуть Бельгию и Мореснет, тем самым закончив ими оккупацию данной территории, однако за этим последовала оккупация бельгийскими войсками, что привело к отставке мэра Вильгельма Килля и замене на Пьера Гриньяра 7 декабря 1918 года.
В 1918 году было убито 147 жителей Мореснета, но неизвестно, были ли они убиты на территории страны или в боях за её пределами. 3 января 1919 года французская армия вошла в прусский Мореснет.

## Последствия
По Версальскому договору 1919 года, в статье 32 и 33 Германия отказывалась от претензий на данную территории и она входила в состав Бельгии. 10 января 1920 года после вступления в силу договора она официально стала частью региона Бельгии Эйпен-Мальмеди.
Для отличия от уже существующего бельгийского города Мореснет, Нейтральный Мореснет был переименован в Кельмис. В Кельмисе существует военный мемориал, посвящённый погибшим жителям во время Первой и Второй мировых войн, расположенный на Кирхплаце.